# Talang Cempedak
Talang Cempedak is een bestuurslaag in het regentschap Ogan Komering Ilir van de provincie Zuid-Sumatra, Indonesië. Talang Cempedak telt 2318 inwoners (volkstelling 2010).